# Gallini
Gallini (лат.) — триба фазановых птиц из подсемейства фазанов (Phasianinae), включающая джунглевых кур (Gallus), бамбуковых куропаток (Bambusicola) и пять родов турачей (Peliperdix, Ortygornis, Francolinus, Campocolinus и Scleroptila). В диком виде представлены в Азии и Тропической Африке. Монофилия трибы подтверждается генетическими исследованиями, и её выделение было признано справочником Howard and Moore Complete Checklist of the Birds of the World (2013 г.; 4-е издание).
Сестринский таксон по отношению к трибе Coturnicini (перепела и родственники). Согласно анализу Де Чена и соавторов (2021), расхождение между Gallini и Coturnicini произошло в олигоцене, тогда как ближайший общий предок всех современных Gallini жил в раннем миоцене (или в самом начале среднего).

## Классификация
| Иллюстрация          | Род                                | Современные виды |
| -------------------- | ---------------------------------- | --- |
| Бамбуковая куропатка | Бамбуковые куропатки (Bambusicola) | - Бамбуковая куропатка (Bambusicola fytchii) - Bambusicola thoracicus - Bambusicola sonorivox |
| Банкивский петух     | Джунглевые куры (Gallus)           | - Зелёная джунглевая курица (Gallus varius) - Банкивская джунглевая курица (Gallus gallus), предок домашней курицы - Серая джунглевая курица (Gallus sonneratii) - Цейлонская джунглевая курица (Gallus lafayetii)                                                                                      |
| Лесой турач          | Peliperdix                         | - Лесной турач (Peliperdix lathami) |
| Хохлатый турач       | Ortygornis                         | - Хохлатый турач (Ortygornis sephaena) - Серый турач (Ortygornis pondicerianus) - Болотный турач (Ortygornis gularis) |
| Турач франколин      | Турачи (Francolinus)               | - Жемчужный турач (Francolinus pintadeanus) - Турач, или франколин (Francolinus francolinus) - Расписной турач (Francolinus pictus) |
| Турач коки           | Campocolinus                       | - Турач коки (Campocolinus coqui) - Белогорлый турач (Campocolinus albogularis) - Шлегелев турач (Campocolinus schlegelii) |
| Краснокрылый турач   | Scleroptila                        | - Воротничковый турач (Scleroptila streptophora) - Краснокрылый турач (Scleroptila levaillantii) - Ангольский турач Финша (Scleroptila finschi) - Scleroptila psilolaema - Scleroptila elgonensis - Scleroptila afra - Scleroptila gutturalis - Турач Шелли (Scleroptila shelleyi) - Scleroptila whytei |

### Комментарии
1. 1 2  В «Пятиязычном слове» русское название «тайваньская бамбуковая куропатка» относится к виду Bambusicola thoracicus[5], в котором на момент выпуска издания выделяли два подвида: материковая китайская Bambusicola thoracicus thoracicus и тайваньская Bambusicola thoracicus sonorivox. В дальнейшем B. sonorivox была признана самостоятельным видом[6]. В орнитологической литературе отсутствуют устоявшиеся русскоязычные названия полученных видов.